# Gláuber
Gláuber Leandro Honorato Berti dit Gláuber est un footballeur brésilien né le 5 août 1983 à São José do Rio Preto (État de São Paulo, Brésil).
Il évolue au poste de défenseur central avec le Crew de Columbus en MLS.

## Biographie

### Carrière en sélection
Gláuber dispute un match avec la Seleçao le 27 avril 2005, lors d'un match amical contre l'équipe du Guatemala. Il joue 10 minutes de jeu lors de cette rencontre.